# Цимбрский язык
Ци́мбрский язык (нем. Zimbrisch, итал. lingua cimbra) — собирательное название нескольких южноненемецких диалектов, разбросанных по северо-восточной Италии в области Венеция и провинции Тренто.

## Язык или диалект
Предки цимбров переселились с территории Тироля около 1000 года и с тех пор их диалект развивался в полной изоляции от остальных южнонемецких языков. Таким образом, хотя исторически цимбрский восходит к баваро-австрийскому ареалу, совокупность фонетических, грамматических и лексических различий, накопившихся за тысячелетие самостоятельного развития, и отсутствие взаимопонимания позволяет говорить о нём как о самостоятельном языке. Такая точка зрения подкрепляется также социо-функциональной ситуацией, так как цимбрский язык находится вне зоны функционирования литературного немецкого языка.

## Лингвогеография / Современное положение

### Социолингвистические сведения
Цимбрский язык находится в исчезающем положении, вытесняясь стандартным итальянским и местными венетскими и трентинскими диалектами. Всего на нём сейчас говорит около 4,5 тысяч человек, из них 2278 человек на диалекте мокено.

## Диалекты
Выделяются 2 основных диалектные группы. Отличия между ними связаны с влиянием разных романских языков и диалектов и степенью вторичного влияния немецких диалектов из Южного Тироля.

### Собственно цимбрское, или южное наречие
Диалекты этой группы окружены центральными диалектами венетского языка. Можно выделить следующие группы.
«Семь общин»
«Семь общин» (цимбр. 7 Comoine, итал. Sette Comuni, нем. Sieben Gemeinden) на севере провинции Виченца (область Венеция).
- Азиаго (цимбр. Sleghe/Schlège [Злеге], итал. Asiago, нем. Schlägen)
- Галлио (цимбр. Gell(e)/Ghel, итал. Gallio, нем. Gelle)
  - Валле-дей-Ронки (цимбр./нем. Reuttal, итал. Valle dei Ronchi), ныне часть Галлио
- Роана (цимбр. Robàan, Rowaan, итал. Roana, нем. Rovan/Rain)
  - Меццасельва (Mittebald/Toballe, Mezzaselva, Mittewald)
- Фоца (цимбр. Vüsche/Vütsche/Fütze, итал. Foza)
- Энего (цимбр. Ghenebe/Ghenewe, итал. Enego, нем. Jeneve)
- Ротцо (цимбр. Rotz, итал. Rotzo, нем. Ross)
- Лузиана (цимбр. Lusaan, итал. Lusiana, нем. Lusian)
- Конко (цимбр. Kunken, итал. Conco) — 8-я община

Цимбрский язык сохранился лишь в деревне Меццасельва в общине Роана.
Юго-восток провинции Тренто
Включает 6 общин и части ещё двух общин (с северо-востока на юго-запад):
- Лузерна (цимбр./нем. Lusern, итал. Luserna) — в 30 км к северо-западу от «7 общин»;
- Фольгария (цимбр./нем. Vielgereuth, итал. Folgaria)
- Лавароне (цимбр./нем. Lafraun, итал. Lavarone)
- Терраньоло
- бывшая община Норильо, ныне входящая в общину Роверето
- Трамбилено (Leimtal, Terragnolo)
- Валларса (Brandtal, Vallarsa)
- долина Ронки, входящая в общину Ала

По-цимбрски говорят только лишь около 500 жителей Лузерны.
«Тринадцать общин»
«Тринадцать общин» (цимбр. 13 Comoine, итал. Tredici Comuni/Lessinia, нем. Dreizehn Gemeinden/Lessinien) находятся на севере провинции Верона (область Венеция), к юго-западу от «7 общин». Диалекты этой группы окружены западными диалектами венетского языка. Известны следующие общины, где когда-либо говорили по-цимбрски:
- Вело-Веронезе (цимбр. Vellje, итал. Velo Veronese, нем. Feld)
  - Адзарино (цимбр. Asarin, итал. Azzarino, нем. Asarin)
  - Кампосильвано (итал.  Camposilvano, нем. Kampsilvan)
- Ровере-Веронезе (итал.  Roveré Veronese, нем. Rovereid)
- Эрбеццо (итал.  Erbezzo, нем. gen Wiesen)
- Сельва-ди-Проньо (цимбр. Brunghe, итал. Selva di Progno, нем. Prugne)
  - Сан-Бортоло (цимбр. Bòrtolom, итал. San Bortolo)
  - Джацца (цимбр. Ljetzan, итал. Giazza, нем. Gletzen / Gliesen)
- Боско-Кьезануова (цимбр. Nuagankirchen, итал. Bosco Chiesanuova, нем. Neuenkirchen)
  - Валь-ди-Порро (итал.  Val di Porro, нем. Porrental)
- Бадия-Калавена (цимбр. Kalfàain / Màbado / Kam’Abato, итал. Badia Calavena, нем. Kalwein / Kalfein)
- Черро-Веронезе (цимбр. Tschirre' / Sèr, итал. Cerro Veronese, нем. Silva Hermanorum)
- Сан-Мауро-ди-Салине (итал.  San Mauro di Saline, нем. SanktMoritz)
  - Таверноле (итал. Tavernole)

Сейчас язык сохранился лишь в селении Джацца (община Сельва-ди-Проньо).
Запад провинции Виченца
В горных долинах на западе провинции Виченца (область Венеция) расположены 6 цимбрских общин, ни в одной из которых больше не говорят по-цимбрски.
- Лаги
- Позина
- Валли-дель-Пазубио
- Рекоаро(-Терме)
- Креспадоро
- Альтиссимо

Восток области Венеция
На юго-востоке провинции Беллуно и северо-востоке провинции Тревизо (область Венеция), в горном районе Кансильо (Cansiglio) к востоку от города Беллуно находятся ещё несколько цимбрских селений, где ещё несколько десятилетий назад говорили по-цимбрски.
- провинция Беллуно
  - община Тамбре (Tambre)
    - селения Валь-Бона (Val Bona), Пьян-деи-Лови (Pian dei Lovi), Канаие-Вечо (Canaie Vecio) и Пьян-Канаие (Pian Canaie)

  - община Фарра-д’Альпаго (Farra d’Alpago)
    - селения Кампон (Campon), Пьян-Остерия (Pian Osteria) и И-Пик (I Pich)
- провинция Тревизо
  - община Фрегона (Fregona)
    - селения Валлорк и Ле-Ротте (Le Rotte)

### Мо́кено
В Тренто к северу от верхней Вальсуганы (верхняя часть долины реки Брента) распространено наречие мокено. Часто об этом наречии говорят как об отдельном языке, см., например, английскую статью. Название происходит, предположительно, от цимбрского слова mochen («делать», = нем. machen), которое на слух итальянцев часто слышно в цимбрской речи. Сейчас на мокено говорят в трёх общинах в долине Ферсина (Bersntol, Fersina/Valle dei Mocheni, Fersental) к востоку от города Тренто (сверху вниз):
- Палу-дель-Ферсина (цимбр. Palae, итал. Palù del Fersina, нем. Palai im Fersental)
- Фьероццо (цимбр. Vlarotz, итал. Fierozzo, нем. Florutz)
- Фрассилонго (цимбр. Garait, итал. Frassilongo, нем. Gereut), включая деревню Роведа (Roveda/Eichleit)

До 1800 года говоры, близкие мокенскому, сохранялись в районах Пине (Монтаньяга, Миола, Файда, Бедолло и Реньяна), Перджине (Маси-Альти-Санта-Катерина и Сан-Вито) и Вальсугана (Ронки и Ронченьо) 
До 1900 года на мокено ещё говорили в деревнях Виньола (Vignola) и Фалезина (Falesina) на склонах Панаротты между Перджине и долиной Ферсины.
Мокенские селения окружены трентинским наречием галло-итальянского языка.

### Карнийские Альпы
На севере Венеции и Фриули-Венеция-Джулия, на самой границе с Австрией сохранилось несколько немецкоязычных общин, носители которых не относят себя к цимбрам и имеют иную историю поселения в этих краях.
- Северо-восток провинции Беллуно (область Венеция), на севере ареала кадоринского диалекта ладино-венетской амфизоны:
  - Саппада (цимбр. Plodn, итал. Sappada, нем. Pladen)
- Северо-запад провинции Удине (область Фриули-Венеция-Джулия), на севере фриульского языка:
  - Тимау (итал. Timau, нем. Tischlwang)
  - Саурис (цимбр. Oberzahre, итал. Sauris di Sopra)

В языке этих общин заметно сильное влияние немецких восточнотирольских диалектов.
На северо-востоке провинции Удине, в Канальской долине (Kanaltal, Val Canale), сохранились диалекты, сочетающие в себе цимбрские и каринтийские черты баварско-австрийского ареала. Главным городом является Тарвизио (нем. Tarvis, итал. Tarvisio, словен. Trbiž).

## Письменность
Спорадически используется письменность на основе латиницы.

## История языка
Федерация семи общин являлась территорией распространения данного языка